# Новоросијск
Новоросијск (рус. Новороссийск) град је на југозападу европског дела Руске Федерације. Налази се у југозападном делу Краснодарске покрајине, административно је седиште Новоросијског градског округа и друга по важности руска лука на Црном мору, одмах после Севастопоља.
Један је од 13 градова којима је додељена почасна титула „град-херој”, од 14. септембра 1973. године. Површина градске територије је око 81 км², а према проценама из 2018. у граду је живело 273.278 становника.

## Географија
Град Новоросијск се налази на југозападу европског дела Руске Федерације, односно на југозападу њене Краснодарске покрајине. Град има амфитетралну физиономију и простире се дуж обала Цемеског залива Црног мора у дужини од око 25 км. Смештен је у уској приобалној равници дуж обала залива, а од континента га са свих страна одвајају планине северног Кавказа − Навагирске планине на југозападу (брдо Колдун на 447 метара), Маркотх на северу (Шећерна глава на 558 метара висине). Кроз индустријски део града протиче малена река Цемес. У југозападном делу града, уз морску обалу налази се Суџукшка лагуна коју од отвореног мора одваја истоимена пешчана превлака (кóса). На неких 14 км западно од града налази се језеро Абрау, највеће природно слатководно језеро у Покрајини.
Површина градске територије је око 81,1 км², а централни делови града леже на надморској висини од око десетак метара. Новоросијск се налази на око 102 километра југозападно од покрајинске престонице Краснодара, 123 км југоисточно од Керча, 200 км северозападно од Сочија, 317 км јужно од Ростова на Дону, односно на око 1.228 км југозападно од главног града земље Москве.
Град се налази у сеизмички активној зони, те га је у периоду 1799−1981. погодило чак 17 јаких земљотреса..

### Клима
Град Новоросијск се налази у зони суве суптропске климе, доста сличне медитеранском климату. Лета су сува и топла, а најтоплији месеци су јул и август са просечним температурама ваздуха изнад +27 °C, а уједно су то и најсувљи месеци у годину. Зиме су доста благе, са јануарским просеком температура ваздуха од око 4 °C. Иако планине које се налазе у залеђу штите град од интензивнијих продора хладних ваздушних маса са континента, у зимском делу године редовне су јаке буре са ударима ветра у распону 30-70 м/с, што редовно доводи до потпуне обуставе морског саобраћаја у заливу. Количина падавина је доста мала, са годишњим просеком од око 880 мм, а највише падавина се излучи у зимском делу године, посебно током новембра, децембра и јануара када падне готово 40% од укупне годишње суме.
Просечне температуре морске воде у Цемеском заливу крећу се у вредностима од +7 °C до +12 °C зими, и од +20 °C до +30 °C лети. У летњем делу године нису неуобичајена појава и мања торнада која се формирају на отвореном мору.
| Температура |        |        |        |         |          |          |          |          |          |          |         |        |
|             | 6,12,4 | 5,71,6 | 8,74,1 | 14,18,7 | 19,213,4 | 23,718,4 | 27,422,0 | 27,021,8 | 22,317,4 | 17,012,4 | 11,27,1 | 7,03,3 |
|             | јан    | феб    | мар    | апр     | мај      | јун      | јул      | авг      | сеп      | окт      | нов     | дец    |

| Падавине |     |     |     |     |     |     |     |     |     |     |     |     |
|          | 93  | 78  | 73  | 65  | 61  | 72  | 54  | 59  | 62  | 75  | 92  | 104 |
|          | јан | феб | мар | апр | мај | јун | јул | авг | сеп | окт | нов | дец |

| Температура |        |        |        |         |          |          |          |          |          |          |         |        |
|             | 6,12,4 | 5,71,6 | 8,74,1 | 14,18,7 | 19,213,4 | 23,718,4 | 27,422,0 | 27,021,8 | 22,317,4 | 17,012,4 | 11,27,1 | 7,03,3 |
|             | јан    | феб    | мар    | апр     | мај      | јун      | јул      | авг      | сеп      | окт      | нов     | дец    |

| Падавине |     |     |     |     |     |     |     |     |     |     |     |     |
|          | 93  | 78  | 73  | 65  | 61  | 72  | 54  | 59  | 62  | 75  | 92  | 104 |
|          | јан | феб | мар | апр | мај | јун | јул | авг | сеп | окт | нов | дец |

### Временска зона
Град Новоросијск, баш као и цела Краснодарска покрајина, налази се у временској зони која се по међународном стандарду за мерење време означава као Московско време (MSK) и у односу на централно координисано време има вредност од UTC+3.

## Историја
Прве људске насеобине на ширем подручју савременог Новоросијска појавиле су се још у епохи палеолита, а прво веће градско насеље на том месту био је старогрчки трговачки полис Бата, који је постојао у периоду између V и II века пре нове ере, када је разрушен од стране локалних аланијских племена. Ђеновљански трговци су у XIII веку на ушћу реке Цемес у истоимени залив основали мање трговачко утврђење Батарију, које је 1453. заједно са широм околином доспело под власт Османлија који су на том подручју подигли тврђаву Суџук кале.
Подручје је остало у саставу турске државе, са већим или мањим прекидима, све до 1829. и Једренског мира када је ушло у састав Руске Империје. Локално черкеско становништво је и у наредних неколико година пружало јачи отпор новим властима. Дана 12. септембра 1838. у Цемески залив је упловила ескадра руске морнарице са готово 6.000 војника, предвођених адмиралима Рајевским и Лазаревим, који су на месту некадашњег турског утврђења подигли војнички логор, и тај датум се сматра даном званичног настанка града Новоросијска. Једно краће време током Кримског рата тврђава је била привремено напуштена.
У септембру 1866. Новоросијск Новоросијск постаје административни центар тадашњег Црноморског округа који је обухватао црноморско приморје од Таманског полуострва до Грузије, и у том периоду у граду је живело око 430 људи. Потом је постао седиште Черноморская губерния (1896−1920. године). Незадовољство локалне радничке класе централним властима довело је до великих протеста који су резултирали проглашењем слободне Новоросијске републике, 12. децембра 1905. године. Тринаест дана касније, 25. децембра, руска војска предвођена генералом Михаилом Пржеваљским улази у град и гуши побуну.
Совјетска власт у граду званично је успостављена 1. децембра 1917, а град је потом једно краће време био центром Кубањско-Црноморске Совјетске Републике (краткотрајне бољшевичке творевине која је постојала од краја маја до почетка јула 1918. године). Потом улази у састав Севернокавкаске Совјетске Републике. Током Руског грађанског рата Новоросијск је био једно од најважнијих упоришта белогардејског покрета (од 26. августа 1918. до 12. марта 1920. године).
У међуратном периоду између два светска рата град почиње да се интензивније развија, како привредно, тако и инфраструктурно, отворене су бројне школе и болнице. Током Другог светског рата највећи део града је био под немачком окупацијом, а потпуно је ослобођен 16. септембра 1943. након жестоких дуготрајних борби Црвене армије и јединица Вермахта. За херојски отпор непријатељу током рата, граду и његовим становницима је 7. маја 1966. додељен Орден Отаџбинског рата првог степена, а потом на тридесету годишњицу ослобођења и почасно звање „града хероја”, „Орден Лењина” и „Медаља златне звезде”.

## Становништво
Према прелиминарним подацима са пописа становништва из 2010, у граду је живело 241.952 становника, што је за 9.873 становника више у односу на попис из 2002. када је пописано 232.079 особа. Трећи је по величини град у Краснодарској покрајини, одмах иза Краснодара и Сочија. Основу градске популације чине Руси са уделом од око 88%, док су најбројнији мањински народи Јермени (3,37%), Украјинци (2,38%), Татари (0,89%) и Грци (0,71%).
| 1897.  | 1939.  | 1959.  | 1970.   | 1979.   | 1989.   | 2002.   | 2010.   | 2018.   |
| ------ | ------ | ------ | ------- | ------- | ------- | ------- | ------- | ------- |
| 16.897 | 95.240 | 93.461 | 132.744 | 159.135 | 185.938 | 232.079 | 241.952 | 273.278 |

Према подацима из 2018. град Новоросијск се по броју становника налазио на 76. месту међу 1.114 званичних градова Руске Федерације.

## Административна подела
Новоросијск има званичан административни статус града покрајинске субординације. Сам град је подељен на 4 унутарградска рејона − Источни, Централни, Приморски и Јужни. Остатак Новоросијског градског округа чини Новоросијски рејон који је подељен на 6 руралних округа − Натухајевски, Рајевски, Мисхакшки, Абрау-Дјурски, Верхњебакански и Гајдукски).

## Градски симболи
Први званични градски грб града Новоросијска утврдио је император Николај II 15. октобра 1914. године Грб је потом два пута мењан у совјетско време, те два пута након обнове државности Русије. Последња верзија грба донесена је 2006. и представља мању верзију првог градског грба.
- Грб (1914)
- Грб (1968)
- Грб (1974)
- Грб (1994)
- Грб (2006)

## Међународна сарадња
Град Новоросијск има потписане уговоре о сарадњи и братимљењу са следећим градовима:
| - Плимут (Уједињено Краљевство), од 1956. - Ливорно (Италија), од 1967. - Валпараисо (Чиле), од 1968. - Хихон (Шпанија), од 1986. - Гејнсвил, (Сједињене Америчке Државе), од 1988. - Варна (Бугарска), од 1999. - Пула (Хрватска), од 1999. - Констанца (Румунија), од 2002. | - Самсун (Турска), од 2007. - Томск (Русија), од 2008. - Гавар (Јерменија), од 2009. - Ново Место (Словенија), од 2010. - Тир (Либан), од 2013. - Брест (Белорусија), од 2014. - Дурбан (ЈАР), од 2013. - Керч (Русија) |

У Новоросијску се налази и зграда генералног конзулата Грчке.